# Olathe (Colorado)
Olathe és una població dels Estats Units a l'estat de Colorado. Segons el cens del 2000 tenia 1.573 habitants.

## Demografia
Segons el cens del 2000, Olathe tenia 1.573 habitants, 520 habitatges, i 383 famílies. La densitat de població era de 456,6 habitants per km².
Dels 520 habitatges en un 41,5% hi vivien nens de menys de 18 anys, en un 59% hi vivien parelles casades, en un 10,2% dones solteres, i en un 26,3% no eren unitats familiars. En el 22,9% dels habitatges hi vivien persones soles l'11,7% de les quals corresponia a persones de 65 anys o més que vivien soles. El nombre mitjà de persones vivint en cada habitatge era de 2,88 i el nombre mitjà de persones que vivien en cada família era de 3,44.
Per edats la població es repartia de la següent manera: un 31,8% tenia menys de 18 anys, un 10,1% entre 18 i 24, un 24,7% entre 25 i 44, un 19,3% de 45 a 60 i un 14% 65 anys o més.
L'edat mediana era de 31 anys. Per cada 100 dones de 18 o més anys hi havia 87,1 homes.
La renda mediana per habitatge era de 26.286 $ i la renda mediana per família de 31.354 $. Els homes tenien una renda mediana de 22.708 $ mentre que les dones 18.077 $. La renda per capita de la població era de 12.620 $. Entorn del 15,9% de les famílies i el 21,8% de la població estaven per davall del llindar de pobresa.

## Poblacions més properes
El següent diagrama mostra les poblacions més properes.